# 张令平
张令平（1962年7月—），男性，汉族，山东滕州人。中华人民共和国政治人物。1983年毕业于西北师范大学政治系政治教育专业，在职毕业于甘肃省委党校经济管理专业。

## 生平
2005年12月，任中共金昌市委副书记。2008年4月，任金昌市市长。2011年9月，任中共金昌市委书记。2013年12月，任中共定西市委书记。2017年5月，不再担任定西市委书记。
2013年，当选第十二届全国人民代表大会甘肃地区代表。
2019年8月，因涉嫌严重违纪违法接受甘肃省纪委监委纪律审查和监察调查。2020年12月1日，兰州铁路运输中级法院以张令平犯受贿罪判处有期徒刑十二年，并处罚金人民币100万元；以滥用职权罪判处有期徒刑四年。数罪并罚，合并执行有期徒刑十四年，并处罚金人民币100万元。扣押在案的赃款赃物，依法没收，上缴国库。

## 家族
张令平和妻子儿子以及家中四个兄妹全部因受贿接受调查。